# Friuli Isonzo Chardonnay
Il Friuli Isonzo Chardonnay è un vino DOC la cui produzione è consentita nella provincia di Gorizia.

## Caratteristiche organolettiche
- colore: paglierino più o meno intenso.
- odore: profumo delicato, caratteristico, gradevole.
- sapore: asciutto, vellutato, morbido, armonico.

## Produzione
Provincia, stagione, volume in ettolitri
- Gorizia  (1990/91)  3378,41
- Gorizia  (1991/92)  4089,7
- Gorizia  (1992/93)  5437,69
- Gorizia  (1993/94)  5766,96
- Gorizia  (1994/95)  5760,66
- Gorizia  (1995/96)  5580,61
- Gorizia  (1996/97)  5883,63